# Юмо
Ю́мо (луговомар. Юмо; горномар. Йымы; Юла) — обозначение категории богов у марийцев[страница не указана 1488 дней]. Также — составная часть имён богов марийской традиционной религии.

## Юмо
- Кугу-Юмо — верховный бог.
- Тул-Юмо — бог огня.
- Мер-Юмо — бог человеческого общества.
- Кече-Юмо — бог солнца и света.
- Туня-Юмо — бог Вселенной.
- Кава-Юмо — бог небосвода.
- Волгенче-Юмо — бог молний.
- Кудырчо-Юмо — бог грома.
- Ужара-Юмо — бог зари.
- Тылзе-Пуршо-Юмо — создатель Луны.
- Шудыр-Пуршо-Юмо — создатель звёзд.
- Мардеж-Юмо — бог ветров.
- Йур-Юмо — бог дождя.
- Эр-Кече-Юмо — бог утра.
- Перке-Юмо — бог достатка.
- Кинде-Шочын-Юмо — бог урожая.
- Вольык-Шочын-Юмо — бог скота.
- Сурт-Юмо — бог домашнего очага.
- Шым-Йот-Юмо — бог семи стран-чужбин.
- Ир-Юмо — бог зверей.
- Икшыве-Шочын-Юмо — бог рождения детей.
- Юмо-Эрге-Той — бог, дающий сына.
- Кугыжан-Юмо — бог царя.
- Тенгыз-Юмо — бог морей.
- Мукш-Шочын-Юмо — бог пчёл.
- Тутыра-Юмо — бог тумана.
- Умар-Юмо — бог хорошей погоды.
- Саска-Юмо — бог плодов.
- Агавайрем-Юмо — бог праздника Агавайрем.
- Кугарня-Юмо — бог пятницы.
- Кугече-Пайрем-Юмо — бог Пасхи.
- Шугарла-Юмо — бог кладбищ.
- Пундо-Шочын-Юмо — бог денег.
- Рушарня-Юмо — бог воскресенья.

### Синкретические боги
- Илья-Юмо — Илья-Пророк.
- Микола-Юмо — Николай-Угодник.
- Спаш-Юмо — Спаситель.
- Покро-Юмо — Покров.